# Silnik (informatyka)
Silnik, aparat (ang. engine) – program lub biblioteka implementujące zasadniczą funkcjonalność (logikę) aplikacji (np. bazy danych), analogicznie do silnika mechanicznego (np. samochodowego).